# Сиего де Авила (провинция)
Сиего де Авила е провинция в Централна Куба. Населението ѝ е 435 588 жители (по приблизителна оценка от декември 2019 г.), а площта 6972 кв. км. Намира се в часова зона UTC-5. Административен център е град Сиего де Авила.

## Административно деление
Разделена е на 10 общини. Някои от тях са:
1. Боливия
2. Морон
3. Примеро де Енеро
4. Сиро Редондо